# Сухорукова Софія Володимирівна
Софія Володимирівна Сухорукова (нар. 29 жовтня 1992, Харків, Україна) — українська співачка, відоміша як Соня Сухорукова, вокалістка гурту The Erised.

## Ранні роки
Народилася та виросла у Харкові у сім’ї дизайнерки та художника. З дитинства займалася малюванням й танцями, отримала звання Майстра спорту з бальних танців. З 15 років займається музикою. Закінчила Харківську державну академію культури у 2014 році. 
2011 року взяла участь у телевізійному шоу Фабрика зірок, де зайняла 3 місце. 2013 року була учасником шоу Голос країни у команді Святослава Вакарчука.

## Участь у музичних проектах

### The Erised
2014 року долучилася до гурту The Erised. У січні була записана перша пісня гурту за участі Соні під назвою «Pray». Вона стала візитівкою The Erised і на сьогодні нараховує більше мільйона прослуховувань на ресурсі Spotify. Працювала з гуртом до початку 2019 року, поки він не розпався.

### Supersonya
2014 року під псевдонімом Sonya розпочала сольну кар’єру за підтримки російського продюсера – репера Artik. Входить до складу його продюсерського центру SELF MADE MUSIC. 
З випуском пісні «Уходи» стала називати себе Supersonya. 
4 травня 2018 року спільно з репером Ліоном записала сингл під назвою «Невесомость».
15 лютого 2019 року спільно з гуртом Агонь записала пісню «Другая». Згодом написала та виконала саундтрек до серіаліті «7Я Рози».

## Відеокліпи
| Рік  | Назва                   | Альбом | Режисер |
| ---- | ----------------------- | ------ | ------- |
| 2014 | Дай мне сказать (Зажгу) |        |         |
| 2014 | Мой рай (feat. Artik)   |        |         |
| 2017 | Уходи                   |        |         |